# Hyposmocoma tripartita
Hyposmocoma tripartita là một loài bướm đêm thuộc họ Cosmopterigidae. Nó là loài đặc hữu của Molokai.